# 康熙大地震
康熙大地震（こうきだいじしん）は、推定上1694年4月24日に台湾で発生した大地震仮説で、震源地は現在の新北市新店区或いは金山区と推定され、地震の大きさを示すマグニチュードは7.0程度であったと推定されている。
この地震により台北盆地は深さ3mから4mにかけて液状化現象を起こし、現在の基隆河下流域およびその北岸、社子島、関渡を含む30km2を超える台北大湖が出現した。
このときの震度は台湾の震度で6程度だったと推定されている。余震は1か月ほど続いた。その様子は郁永河が著した『裨海記遊』にも記録されている。
台北大湖は干潮の影響を受けて堆積物が増加したことや、降水量が減少したこと、また入植者による開拓などにより、次第にその姿を消していった。